# Rogelio Hernández Santibáñez
Rogelio Hernández Santibáñez   (Cantàbria, 14 d'abril de 1934 - 9 d'abril de 2022) va ser un ciclista espanyol professional entre 1958 i 1966.

## Palmarès
- 1961
  - Vencedor d'una etapa al Tour de l'Avenir
- 1965
  - Vencedor d'una etapa a la Volta a Mallorca

### Resultats a la Volta a Espanya
- 1960. Abandona
- 1961. 32è de la classificació general
- 1962. 39è de la classificació general
- 1963. 29è de la classificació general
- 1964. 28è de la classificació general
- 1965. 29è de la classificació general

### Resultats al Tour de França
- 1963. 27è de la classificació general
- 1964. 26è de la classificació general
- 1965. 76è de la classificació general